# Más Grande Que Nunca
Mas Grande Que Nunca es el cuarto álbum de estudio y en solitario grabado por Frankie Ruiz, fue lanzado en 1989. Temas como "Deseándote", "Tú Eres" , "Para Darte Fuego" y "Me dejó" son considerados clásicos musicales en la carrera de Frankie Ruiz. Este álbum estuvo en la lista de éxitos musicales(music chart) Billboard por 39 semanas y llegó a alcanzar el puesto N° 1 de dicha revista en la categoría Tropical Albums.  

## Lista de canciones
| N.º | Título                      | Compositor(es)   | Duración |  |
| 1.  | «Para Darte Fuego»          | Chein García     | 4:42     |  |
| 2.  | «Tú Eres»                   | Chein García     | 4:30     |  |
| 3.  | «Me Dejó»                   | Valter Polignano | 4:53     |  |
| 4.  | «Entre el Fuego y la Pared» | Pedro Azael      | 4:29     |  |
| 5.  | «Amantes de Otro Tiempo»    | Pedro Azael      | 4:26     |  |
| 6.  | «En Época de Celo»          | Pedro Azael      | 4:04     |  |
| 7.  | «Deseándote»                | Chein García     | 4:45     |  |
| 8.  | «Señora»                    | Pedro Azael      | 4:23     |  |

## Ranking
| Álbum/Canción               | Listas                          | Fechas en el Ranking                    | Posición |
| --------------------------- | ------------------------------- | --------------------------------------- | -------- |
| Más grande que nunca(Álbum) | U.S. Billboard Tropical Albums  | 27 de enero de 1990 (Por 2 semanas)     | 1        |
| Más grande que nunca(Álbum) | U.S. Billboard Tropical Albums  | 24 de febrero de 1990 (Por 2 semanas)   | 1        |
| Tú Eres(Canción)            | U.S. Billboard Hot Latin Tracks | 16 de diciembre de 1989 (Por 9 semanas) | 22       |
| En Época de Celo(Canción)   | U.S. Billboard Hot Latin Tracks | 1990                                    | 21       |